# Brodick
Brodick (szk. Breadhaig) – miejscowość wypoczynkowa, największa na szkockiej wyspie Arran, położona nad zatoką Firth of Clyde, znana z własnego browaru, fabryki kosmetyków i świeczek oraz produkcji serów. W mieście, jak i na całej wyspie, znajdują się liczne pola golfowe.
Do głównych atrakcji turystycznych zaliczany jest zamek Brodick, otoczony ogrodami z bujną roślinnością. Dobrze rozbudowana infrastruktura turystyczna: hotele, restauracje, schroniska, wypożyczalnie sprzętu.